# 炊き合せ

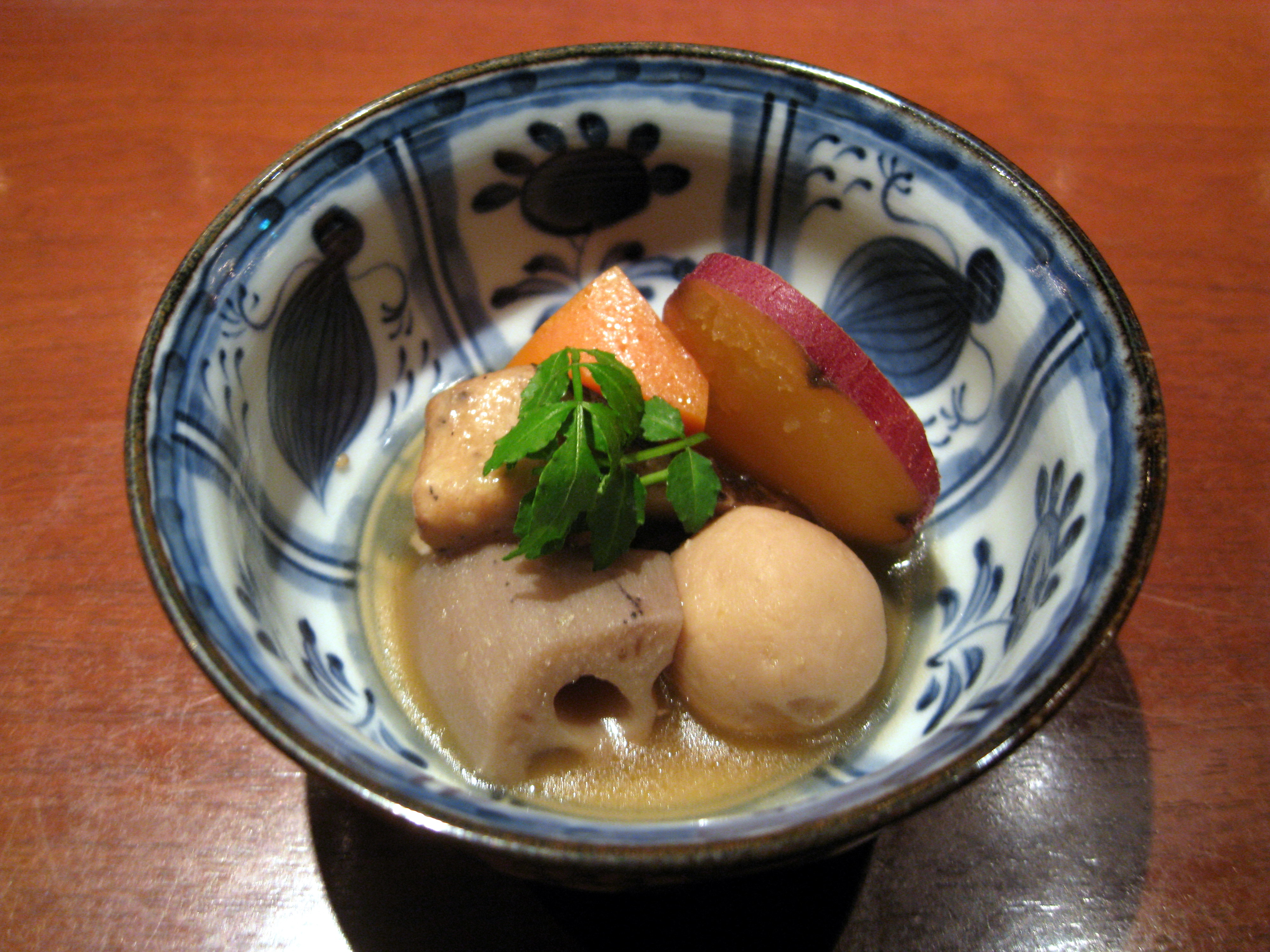
芋の炊き合せ

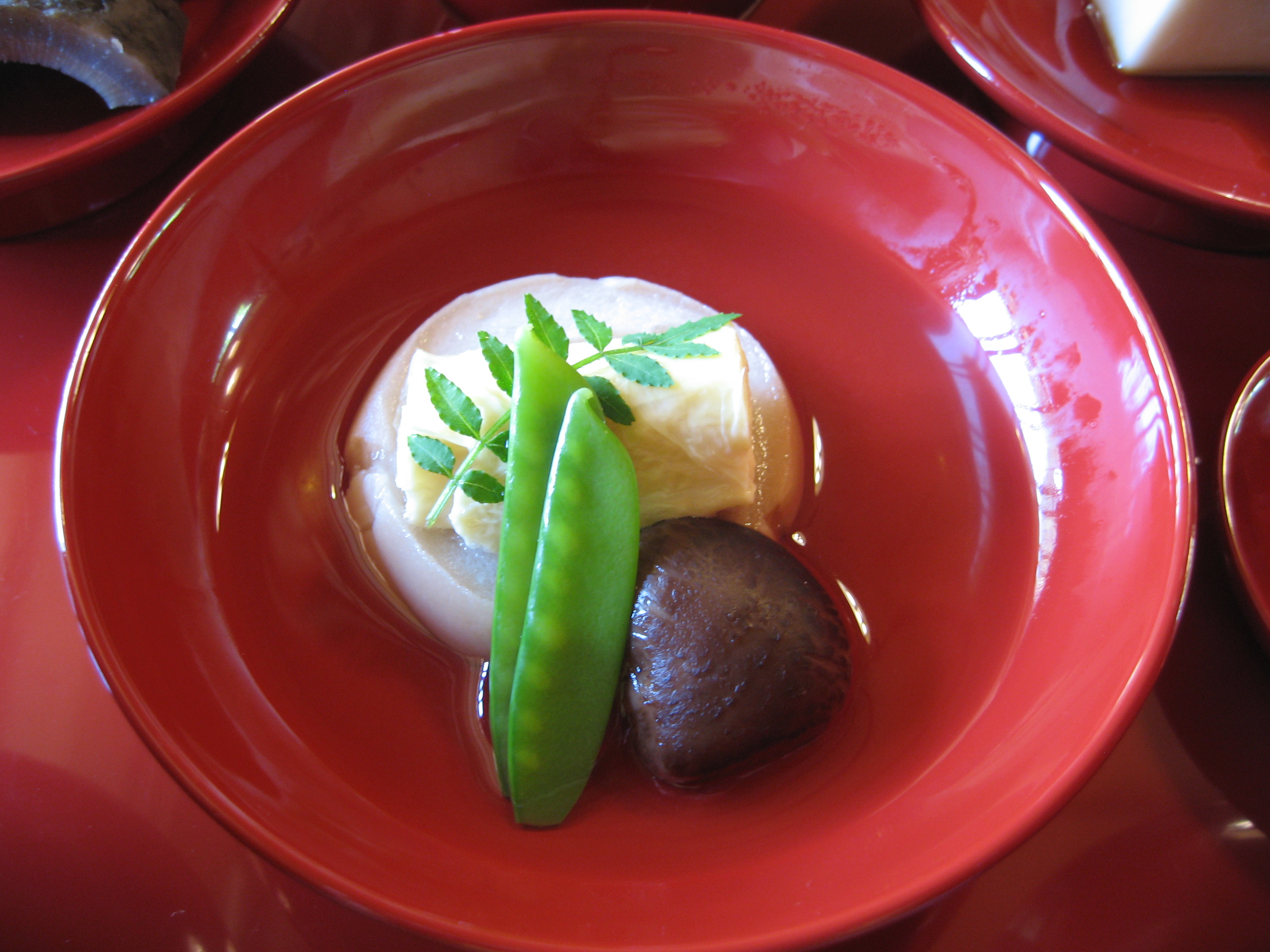
麸と湯葉、エンドウとシイタケの炊き合せ

炊き合せ（たきあわせ）は日本料理において煮物の調理法、およびその料理。「焚き合せ」「煮合わせ」ともいう。複数の食品をそれぞれ別に煮ること、およびそれらを1つに盛り付けた料理。

## 概要
一例として、旬が同じワカメとタケノコの「若竹煮（わかたけに）」をとりあげる。
タケノコは繊維が緻密で、味が付くのに時間がかかる。一方、ワカメはすぐに味が付くが、時間をかけると煮えすぎて溶けてしまう。時間差をおいて1つの鍋で煮ても、ワカメの濃い色がタケノコの淡い色に移ってしまう。また、ワカメとタケノコが混ざり、盛り付けに手間がかかる。
そこで、タケノコは時間をかけて鰹節を効かせた「土佐煮」とする。一方、ワカメは別の鍋で短時間でさっと煮る。それぞれを1つの器に盛り付け、サンショウの木の芽を天盛りにして、「筍とわかめの炊き合せ」という1つの料理になる。
素朴さを味わう「田舎煮」という料理があるように、これらの「時間差若竹煮」も「炊き合せ」も優劣ではなく、並立する料理である。